# Baronía de Rialp (título)
La baronía de Rialp es un título nobiliario español creado por el rey Alfonso XIII en favor de Claudio de Rialp y Navinés, industrial catalán y concejal del ayuntamiento de Barcelona, mediante real decreto del 23 de julio de 1925 y despacho expedido el 19 de octubre del mismo año.

## Barones de Rialp
|                           | Titular                            | Periodo                   |
| Creación por Alfonso XIII | Creación por Alfonso XIII          | Creación por Alfonso XIII |
| ------------------------- | ---------------------------------- | ------------------------- |
| I                         | Claudio de Rialp y Navinés         | 1925-1936                 |
| II                        | Juan Claudio de Rialp y Pons       | 1956-1966                 |
| III                       | Claudio de Rialp y Peyra           | 1966-1968                 |
| IV                        | José María de Rialp y de Sentmenat | 1971-hoy                  |

## Historia de los barones de Rialp
- Claudio de Rialp y Navinés (m. Barcelona, 16 de septiembre de 1949), I barón de Rialp.[1]

Casó el 6 de febrero de 1886, en Barcelona, con María del Amparo Pons y Calvet. Cedió el título en 1936 a su hijo, quién le sucedió oficialmente el 27 de abril de 1956:
- Juan Claudio de Rialp y Pons (n. Barcelona, 8 de junio de 1888), II barón de Rialp, caballero del Real Cuerpo de la Nobleza de Cataluña.[1]

Casó con María del Pilar Peyra y Corominas. En 1966, previa orden del 8 de febrero del mismo año para que se expida la correspondiente carta de sucesión (BOE del día 15), le sucedió su hijo:
- Claudio de Rialp y Peyra, III barón de Rialp, caballero del Real Cuerpo de la Nobleza de Cataluña.[5]

Casó con María de la Asunción de Sentmenat y Gallart. El 23 de julio de 1971, previa orden del 7 de octubre de 1969 para que se expida la correspondiente carta de sucesión (BOE del día 21), le sucedió su hijo:
- José María de Rialp y de Sentmenat, IV barón de Rialp, caballero del Real Cuerpo de la Nobleza de Cataluña.[5]

Casó con Ana Cristina Werring Millet.